# 松本正雄
松本 正雄（まつもと まさお、1902年12月6日 - 1996年1月4日）は、日本の弁護士、最高裁判所判事。第二東京弁護士会会長、日本弁護士連合会副会長、最高裁判所判事、国家公安委員等を務め、1972年勲一等旭日大綬章受章。

## 人物
愛媛県出身。1919年神奈川県立第一横浜中学校（現神奈川県立希望ヶ丘高等学校）卒業。1926年に旧制東京商科大学（一橋大学の前身）卒業後、古河電気工業に入社するも、「自由を志し」同社を退社し、1929年東京府立第一商業学校（現東京都立第一商業高等学校）講師に着任。1930年に弁護士登録。弁護士としては、保全経済会事件で破産管財人を務めるなど、主に民商事事件を手がけた。法曹一元制論者としても知られる。
1934年如水会理事。1946年に、松本正雄法律事務所を設立、1967年に松本が最高裁裁判官に就任したことから、事務所の名称は丸の内総合法律事務所に変更されたが、同事務所は現在でも続いている。
1950年大学の同級生であった田中外次別子鉱業社長らと大平正芳後援会結成に参加。1956年第二東京弁護士会会長、日本弁護士連合会副会長、法務省法制審議会委員。1961年法務省法制審議会商法部会委員。
1964年に池田勇人首相から、最高裁判所裁判官への就任要請を受けたがいったん断り、3年後の1967年に、再び要請を受け、五鬼上堅磐判事の退官に伴い、最高裁判所判事に就任した。裁判官退官後は、名川保男の後任として、1972年に国家公安委員に就任し、1982年に退任するまで10年間、警察庁の管理、日本の警察行政の調整等にたずさわった。
ロッキード事件に絡む衆議院での議員辞職勧告決議案では1983年3月25日に議院運営委員会に参考人として出席して「判決確定前派無罪推定を受けるべきで、求刑の段階で辞職勧告するのは、法治国家にあるまじき行為。国会議員の身分は憲法等に保障されており、国会決議で辞職を迫るのは悪例を残す」と意見を述べて、議員辞職勧告決議案の提出には問題があるとの立場を取った。

## 裁判
米兵轢き逃げ事件
全員一致で上告棄却。経験則上予測できない第三者の行為の介入があったとして因果関係を認めなかった。従来の因果関係についての判例と対立していた学説に近い判例とされる。
原子力エネルギー発生装置事件
全員一致で、原告・上告人の上告を棄却した。
都教組勤評反対闘争事件（最高裁昭和44年4月2日大法廷判決・刑集23巻5号305頁）
反対意見（有罪）。東京都教職員組合の長谷川正三執行委員長（後に日本社会党所属衆議院議員）ら幹部が、組合員の教員に違法なストライキに関し、「東京都教職員組合闘争委員長長谷川正三」名義での指令の配布・伝達を行ったという事件で、第一審の東京地方裁判所（裁判所を構成する裁判官：荒川正三郎、小川泉、神垣英郎）は無罪を言い渡したが、原審の東京高等裁判所（裁判長判事兼平慶之助、判事関谷六郎、判事補小林宣雄）は有罪判決を言い渡した。最高裁は、この原審の有罪判決を破棄し、無罪を言い渡したが、松本はこれに対し、反対意見を示した。これは、暴力は、憲法の保障する基本的人権、自由、平和を破壊してしまうので許せないとの、弁護士時代からの松本の信念に基づくものであった。
悪徳の栄え事件
多数意見を構成し、被告人が翻訳・出版したマルキ・ド・サド著『悪徳の栄え』をわいせつ文書と認定した。
八幡製鉄事件
多数意見を構成し八幡製鐵所の政治献金は適法であるとした。

## 経歴
- 1902年（明治35年） 愛媛県出身
- 1926年（大正15年） 旧制東京商科大学（一橋大学の前身）卒業、古河電気工業入社
- 1930年（昭和5年）　弁護士登録（第二東京弁護士会）
- 1950年（昭和25年） 松本正雄法律事務所開設
- 1956年（昭和31年） 第二東京弁護士会会長 兼 日本弁護士連合会副会長
- 1967年（昭和42年） 最高裁判所判事
- 1972年（昭和47年） 最高裁判所判事定年退官、丸の内総合法律事務所に復帰、国家公安委員
- 1982年（昭和57年） 国家公安委員退任
- 1996年（平成8年） 死去

## 論文
- 「会社更生法の運用と問題点」（小川善吉と共著）（東洋経済新報（通号 2587）、1953年）
- 「法曹一元要綱に寄せて」（自由と正義5（12）、1954年12月）
- 「嘗て衆議院を通過した法曹一元法案」（自由と正義14（2）、1963年2月）
- 「弁護士法等の一部を改正する法律案についての概要」（自由と正義. 9（1）、1958年1月）
- 「松本正雄氏に聞く--法曹一元論と在野精神（法曹あの頃-43-）」（野村二郎と共著）（法学セミナー（通号 292）、1979年6月）